# Вежбно (Малопольське воєводство)
Вежбно (пол. Wierzbno) — село в Польщі, у гміні Конюша Прошовицького повіту Малопольського воєводства.
Населення — 429 осіб (2011).
У 1975-1998 роках село належало до Краківського воєводства.

## Демографія
Демографічна структура станом на 31 березня 2011 року:
|          | Загалом | Допрацездатний вік | Працездатний вік | Постпрацездатний вік |
| -------- | ------- | ------------------ | ---------------- | -------------------- |
| Чоловіки | 211     | 46                 | 142              | 23                   |
| Жінки    | 218     | 42                 | 131              | 45                   |
| Разом    | 429     | 88                 | 273              | 68                   |